# Potamotrygon motoro
Potamotrygon motoro är en rockart som först beskrevs av Müller och Henle 1841.  Potamotrygon motoro ingår i släktet Potamotrygon och familjen Potamotrygonidae. IUCN kategoriserar arten globalt som otillräckligt studerad. Inga underarter finns listade i Catalogue of Life.